# Fadwa Suleiman
Fadwa Suleiman (àrab: فدوى سليمان, Fadwà Sulayman) (Alep, 17 de maig de 1970 - París, 17 d'agost de 2017) fou una actriu siriana d'ascendència alauita, coneguda també per encapçalar una protesta de la majoria sunnita contra el govern de Bashar al-Assad a Homs. Es va convertir en una de les cares més reconegudes de la Guerra Civil de Síria.

## Com a actriu
Nascuda a Alep, Suleiman es va traslladar a Damasc, la capital, on va actuar en nombroses obres de teatre, La veu de Maria i Media, i en almenys una dotzena de programes de televisió, incloent El diari d'Abou Antar i Damisel·les.

## Paper en l'aixecament de Síria
Des del començament de l'aixecament sirià el 15 de març de 2011, Suleiman va ser una de les poques actrius obertament contràries al govern d'al-Assad. Sabent que el seu destí seria la mort o la presó, Suleiman encara volia participar en la manifestació per desfer el malentès que tota la comunitat alauita, que constitueix al voltant del 10 per cent de la població, dona suport al govern d'Assad. Ella va contradir la tesi del govern que els que participen en les protestes són islamistes o terroristes armats. Ha aparegut en les manifestacions que exigeixen la destitució d'Assad, compartint el podi amb l'estrella de futbol Abdelbasset Sarout, un d'una sèrie de celebritats sirianes que han donat suport a la revolta.
Suleiman també va lliurar monòlegs apassionats davant la càmera, demanant que les protestes pacífiques continuessin en tot el país fins que Assad fos derrocat. «La violència sectària a Homs seria pitjor si no fos per Fadwa Suleiman», diu Peter Harling, analista de Síria en l'International Crisis Group, grup d'experts. «Ella ha intentat contenir el dany entre els alauites que han estat segrestats pel règim». En un missatge de vídeo al novembre de 2011, Suleiman va dir que les forces de seguretat l'estaven buscant en els barris d'Homs, que llavors colpejaven la gent per obligar-los a revelar el seu lloc d'amagatall. Suleiman es va tallar els cabells curts com un nen i es va moure de casa en casa per evitar ser capturada.
El 2012, va fugir amb el seu marit a través del Líban i va residir a París. El 17 d'agost de 2017, va morir de càncer en el seu exili a Paris, a l'edat de 47 anys.